# Land O’ Lakes (Floryda)
Land O’ Lakes – jednostka osadnicza w Stanach Zjednoczonych, w stanie Floryda, w hrabstwie Pasco.